# Revolution Revolución
Revolution Revolución é o álbum de estreia da banda americana Ill Niño, lançado em 18 de setembro de 2001. Já vendeu mais de 300 mil cópias nos Estados Unidos.
Muitos fãs consideram este o melhor trabalho da banda, e ao vivo durante a mostra, a maioria dos seus setlist é deste álbum, ainda hoje.
| Críticas profissionais                                                      | Críticas profissionais |
| Avaliações da crítica                                                       | Avaliações da crítica  |
| Fonte                                                                       | Avaliação              |
| --------------------------------------------------------------------------- | ---------------------- |
| allmusic                                                                    | [ 1 ]                  |
| Esta tabela precisa de ser acompanhada por texto em prosa. Consulte o guia. |                        |

## Faixas
1. "God Save Us" - 3:39
2. "If You Still Hate Me" - 2:55
3. "Unreal" - 3:33
4. "Nothing's Clear" - 3:22
5. "What Comes Around" - 3:46
6. "Liar" - 3:31
7. "Rumba" - 3:35
8. "Predisposed" - 4:13
9. "I Am Loco" - 3:30
10. "No Murder" - 3:21
11. "Rip Out Your Eyes" – 2:49
12. "Revolution/Revolución" – 3:30
13. "With You" – 3:57

Notas:
- O álbum foi re-lançado em 22 de Outubro de 2002, com as seguintes faixas bônus:

1. "Fallen"
2. "Eye for An Eye" (Ao vivo) (Cover de Soulfly)
3. "God Save Us" (Ao vivo)
4. "What Comes Around" (versão espanhola)
5. "Unreal" (versão espanhola)
6. "What Comes Around" (Day of the Dead Mix)

- Videoclipes:

1. "What Comes Around"
2. "Unreal"
3. "God Save Us"

## Formação
- Cristian Machado: Vocais
- Jardel Martins Paisante: Guitarra
- Marc Rizzo: Guitarra
- Lazaro Pina: Baixo
- Dave Chavarri: Bateria
- Roger Vasquez: Percussão
- Omar Clavijo: Programação, fonógrafia, teclados